# Amite County
Das Amite County ist ein County im Bundesstaat Mississippi in den Vereinigten Staaten. Der Verwaltungssitz (County Seat) ist Liberty. Das U.S. Census Bureau hat bei der Volkszählung 2020 eine Einwohnerzahl von 12.720 ermittelt.

## Geographie
Das County liegt im Südwesten von Mississippi, grenzt im Süden an Louisiana und hat eine Fläche von 1895 Quadratkilometern, wovon fünf Quadratkilometer Wasserfläche sind. Es grenzt im Uhrzeigersinn an folgende Countys und Parishes:
|                                   | Franklin County               | Lincoln County                |
| Wilkinson County                  |                               | Pike County                   |
| East Feliciana Parish (Louisiana) | St. Helena Parish (Louisiana) | Tangipahoa Parish (Louisiana) |

## Geschichte
Amite County wurde am 24. Februar 1809 aus Teilen des Wilkinson County gebildet. Benannt wurde es nach dem hier verlaufenden Amite River.
Am 20. Oktober 1977 stürzte in Amite County die Band Lynyrd Skynyrd samt ihrer Crew in einer Convair etwa acht Meilen von der Stadt McComb entfernt ab. Von den 26 Insassen kamen fünf Menschen ums Leben und viele wurden schwer verletzt.
18 Bauwerke und Stätten des Countys sind im National Register of Historic Places eingetragen (Stand 31. Januar 2018).

## Demografische Daten

Alterspyramide des Amite County

Nach der Volkszählung im Jahr 2000 lebten im Amite County 13.599 Menschen in 5271 Haushalten und 3879 Familien. Die Bevölkerungsdichte betrug 7 Personen pro Quadratkilometer. Ethnisch betrachtet setzte sich die Bevölkerung zusammen aus 56,42 Prozent Weißen, 42,65 Prozent Afroamerikanern, 0,13 Prozent amerikanischen Ureinwohnern, 0,08 Prozent Asiaten, 0,01 Prozent Bewohnern aus dem pazifischen Inselraum und 0,21 Prozent aus anderen ethnischen Gruppen; 0,49 Prozent stammten von zwei oder mehr Ethnien ab. 0,83 Prozent der Bevölkerung waren spanischer oder lateinamerikanischer Abstammung, die verschiedenen der genannten Gruppen angehörten.
Von den 5271 Haushalten hatten 31,2 Prozent Kinder unter 18 Jahren, die mit ihnen lebten. 53,1 Prozent waren verheiratete, zusammenlebende Paare, 16,3 Prozent waren allein erziehende Mütter und 26,4 Prozent waren keine Familien. 24,5 Prozent aller Haushalte waren Singlehaushalte und in 12,0 Prozent lebten Menschen im Alter von 65 Jahren oder darüber. Die durchschnittliche Haushaltsgröße lag bei 2,58 und die durchschnittliche Familiengröße bei 3,06 Personen.
26,0 Prozent der Bevölkerung war unter 18 Jahre alt, 8,5 Prozent zwischen 18 und 24, 25,6 Prozent zwischen 25 und 44, 24,6 Prozent zwischen 45 und 64 Jahre alt und 15,3 Prozent waren 65 Jahre oder älter. Das Durchschnittsalter betrug 38 Jahre. Auf 100 weibliche kamen 93,3 statistisch männliche Personen und auf 100 Frauen im Alter von 18 Jahren oder darüber kamen 89,8 Männer.
Das durchschnittliche Einkommen eines Haushaltes betrug 26.033 US-Dollar, das einer Familie 31.256 US-Dollar. Bei Männern lag das durchschnittliche Einkommen bei 28.306 US-Dollar gegenüber 16.173 US-Dollar bei Frauen. Das Prokopfeinkommen lag bei 14.048 US-Dollar. Etwa 19,3 Prozent der Familien und 22,6 Prozent der Bevölkerung lebten unterhalb der Armutsgrenze.

## Städte und Gemeinden
- Centreville1
- Crosby2
- Gloster
- Liberty

1 – überwiegend im Wilkinson County

2 – teilweise im Wilkinson County